# Tanya Donelly
Tanya Donelly est une musicienne américaine de Boston, Massachusetts, née le 14 juillet 1966.

## Biographie
Elle fonde le groupe Throwing Muses avec Kristin Hersh en 1985.
En 1990, elle participe à la fondation de The Breeders avec Kim Deal des Pixies, puis, en 1992, quitte les Throwing Muses pour fonder son propre groupe, Belly.
En 1996, elle cesse l'activité de Belly et entame une carrière solo.

## Discographie

### Solo
- Swan Song Series (2016)
- This Hungry Life (2006)
- Whiskey Tango Ghosts (2004)
- Beautysleep (2002)
- Lovesongs for underdogs (1997)
- Sliding and Diving (1996)

### Belly
- Dove (2018)
- King (1995)
- Star (1993)

### The Breeders
- Safari (1992)
- Pod (1990)

### Throwing Muses
- The Real Ramona (1991)
- Hunkpapa (1989)
- House Tornado (1988)
- The fat Skier (1987)
- Untitled (1986)